# Heisteria silvianii
Heisteria silvianii là một loài thực vật có hoa trong họ Olacaceae. Loài này được Schwacke mô tả khoa học đầu tiên năm 1900.